# Takanohana Koji
Takanohana (II) Kōji (貴乃花 光司, Takanohana Kōji) (geboren als Kōji Hanada; 12 augustus 1972) is een voormalig sumoworstelaar en Yokozuna. Hij is de jongste zoon van wijlen sumo Takanohana Kenshi. 

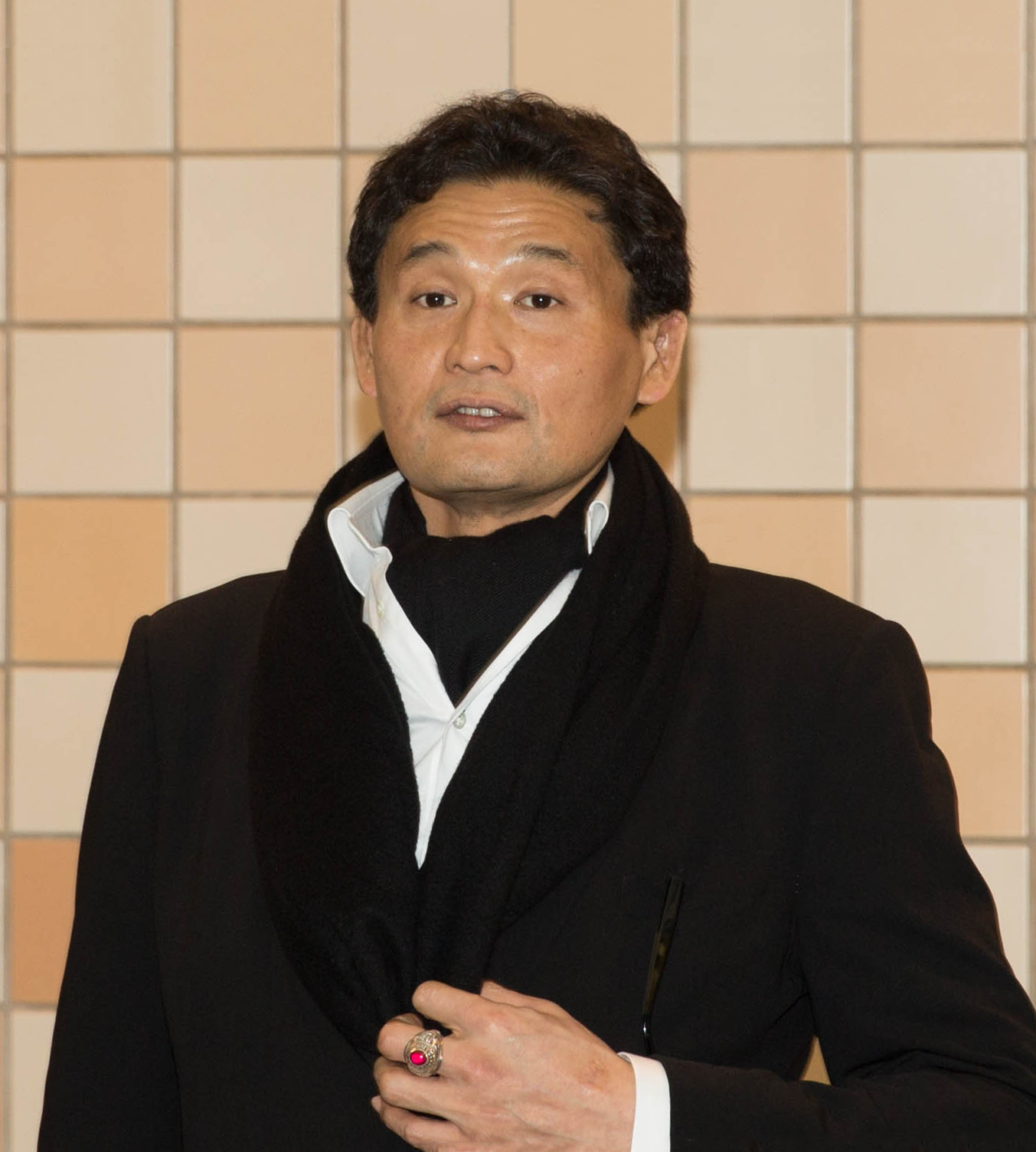
Takanohana Kōji in 2015

Takanohana is een lid van de beroemde sumofamilie Hanada. Hij leerde de kunst van het sumoworstelen van zijn vader, evenals zijn broer Wakanohana Masaru. Takanohana was de 65e worstelaar die de titel Yokozuna wist te veroveren. Tussen 1992 en 2001 won hij 22 kampioenschappen. Hij was 17 toen hij de top van de sumosport bereikte, en is daarmee de jongste worstelaar ooit die dit lukte. 
In 1992 was Takanohana tijdelijk verloofd met de actrice Rie Miyazawa. 